# Марксманская винтовка
Марксманская винтовка (англ. Designated Marksman Rifle, DMR) также пехотная снайперская винтовка  — оружие пехотного снайпера («марксмана»), занимающее промежуточное положение между обычным стрелковым оружием и тяжёлыми, высокоточными неавтоматическими снайперскими винтовками с продольно скользящим поворотным затвором, под патроны увеличенной мощности.
Предназначена для решения задач огневой поддержки подразделения в наступлении на малых и средних дистанциях. В России в системе стрелкового вооружения РА это место занимает СВД. Другое название, распространённое, в основном, в европейских странах НАТО — «тактическое оружие поддержки».
Эти винтовки более эффективны по сравнению с автоматами по причине более высокой точности, кучности и вероятности поражения типовой цели в единицу времени на дальности, превышающей дальность эффективной стрельбы автомата (в пределах 500 метров). При этом благодаря малой массе (4-5 кг), в отличие от тяжёлых крупнокалиберных снайперских винтовок (8-12 кг) под патроны типа 12.7х99 Browning/12,7x108ДШК и ПТР под 14,5-20 мм, предназначенных для стрельбы с оборудованных огневых позиций на большие дальности (вплоть до 1000 м и дальше), позволяют: быстро менять огневую позицию; если необходимо, вести огонь с рук, из неустойчивых положений, с ходу, поддерживая огнём своё подразделение.
Обычно оснащается сошками и оптическим прицелом малой кратности (4-6х). В отличие от винтовок с продольно скользящим затвором для контрснайперской борьбы марксманские винтовки, как правило, являются самозарядными и имеют большую ёмкость магазина — на 10, 20 или 30 патронов, в зависимости от типа винтовки.
Некоторые из подобных винтовок имеют режим автоматической стрельбы, который предназначен для ближнего боя (самообороны снайпера). Для поражения целей на малых дистанциях он не может быть использован из-за малой ёмкости магазина (невзирая на магазин большой ёмкости абзаце выше) и низкой кучности при стрельбе очередями, обусловленной малой массой оружия.

## Марксманская винтовка в сравнении со снайперскими и штурмовыми винтовками
Большинство марксманских винтовок базируется на конструкции штурмовых, которые используются военными. Как правило, это самозарядные или автоматические винтовки, которые стреляют патронами 7,62×51 мм НАТО или аналогичными по мощности боеприпасами. Классические примеры: M14, FN FAL, AR-10 ,Heckler & Koch G3, НК 417  и FN SCAR-H. Эти винтовки были в значительной степени заменены автоматами калибра 5,56×45 мм НАТО в 1970-х и 1980-х годах. Некоторые страны вели разработку марксманских винтовок с нуля.

### Прицелы
Все марксманские винтовки располагают оптическими прицелами с бо́льшим увеличением, нежели в стандартных автоматах. Например, SDM-R, используемый в армии США, оснащён Trijicon ACOG с четырёхкратным увеличением, в то время как на карабин М4 устанавливается прицел Aimpoint CompM2 или Aimpoint CompM4. Иногда прицел является единственным отличием от стандартной винтовки, как видно на примере австралийской F88S DMR. Снайперские винтовки часто имеют ещё бо́льшее увеличение, например, M110 SASS, состоящий на вооружении американской армии, оснащается прицелом Leupold с 3,5—10 кратным увеличением. Однако некоторые марксманские винтовки, такие как Mk 12 Special Purpose Rifle или SAM-R оснащены прицелами со схожим увеличением.

### Ствол
В некоторых случаях, марксманская винтовка имеет более длинный ствол, чем в стандартной штурмовой винтовке, но не во всех случаях - ствол винтовки Mk 12 Special Purpose Rifle, используемой в качестве марксманской, даже на два дюйма (5,08 см) короче ствола стандартной винтовки М16. Другие винтовки, такие как F88S Austeyr, имеют ствол такой же длины как и у стандартной винтовки-прародителя.
Большинство снайперских винтовок, таких как Arctic Warfare, имеют длину ствола 24 дюйма (60,96 см) или больше. Только у СВД и аналогичных марксманских винтовок есть ствол аналогичной длины. Марксманские винтовки на основе М14 имеют длину ствола 18—22 дюйма (45,72—55,88 см).

### Патроны
В большинстве случаев, марксманские винтовки используют стандартные винтовочные патроны. В американских марксманских винтовках калибра 5,56 мм используются специальные патроны типа Mk 262 Mod 0/1, которые увеличивают дальность стрельбы примерно до 700 метров. В армии Германии, Израиля, США, Китая, РФ марксманы (пехотные снайперы) могут получать также специальные снайперские варианты винтовочного патрона (7,62, 7,92, 30-06 и др) отличающиеся повышенной кучностью по сравнению с валовыми.

## Примеры
- Австралия:
  - F88S Austeyr — калибром 5,56×45 мм и расширенным оптическим прицелом. Выдаётся одному стрелку на отделение[1].
  - На основе AR-15:
    - SR-25 — под патрон 7,62×51 мм НАТО;[2][3]
    - HK417 — снайперский вариант штурмовой винтовки HK416 под патрон 7,62 мм[4]. Использовалась вместо F88S в Афганистане.

  - Mk 14 EBR — в ограниченном использовании[5].
- Австрия: Steyr AUG HBAR-T (5,56×45 мм) — версия Steyr AUG с более длинным и тяжёлым стволом и 6-кратным прицелом.
- Великобритания:
  - L129A1 (7,62×51 мм) имеет ствол SR-25 и прицелы ACOG с 6-кратным увеличением, была разработана компанией Lewis Machine and Tool Company для действий в Афганистане;
  - L86A2 LSW (5,56×45 мм).
- Германия:
  - G3A3ZF-DMR (7,62×51 мм) — представляет собой модифицированную версию HK G3;
  - HK417 (7,62×51 мм).[6][7][8]

- Израиль:
  - Армия Обороны Израиля ранее использовала Galatz (7,62×51 мм) в качестве марксманской винтовки. Galatz является вариантом штурмовой винтовки Галил.
  - M4A1 (5,56×45 мм) используется как винтовка марксмана, оснащается дополнительно сошками Harris и оптическим прицелом Trijicon ACOG.
  - STAR-21 Tavor — вариант штурмовой винтовки TAR-21.[9]
- Индия:
  - СВД (7,62×54 мм R);
  - Различные варианты винтовок семейства INSAS адаптированных под задачи марксманской винтовки;
  - IMI Tavor TAR-21 и IMI Galil — используются индийским спецназом в качестве марксманских винтовок.
- Ирак: Табук (7,62×39 мм) — на базе югославского автомата Застава М70. Есть даже «тюнингованные» образцы времен Второй мировой войны (СтГ-44, СКС, и др).
- Канада: канадские войска используют винтовки C7CT и C8CT, основанных соответственно на винтовках C7 и C8[10].
- Китай: QBU-88 (5,8×42 мм) — самозарядная винтовка для ведения огня на дистанции, превышающие прицельную дальность стандартного автомата.
- Норвегия: HK417 (7,62×51 мм).[11]
- Португалия: HK G3 (7,62×51 мм).
- Россия:
  - СВД (7,62×54 мм R) — снайперская винтовка Драгунова стала первой в истории марксманской винтовкой современного типа;
  - СВДС (7,62×54 мм R) — складной вариант СВД для воздушно-десантных войск;
  - СВУ (7,62×54 мм R) — укороченный вариант СВД с системой булл-пап.
  - ВСС Винторез (9 × 39 мм) — бесшумная снайперская винтовка для подразделений специального назначения.
  - СВЧ
- Украина:
  - Самые разные типы винтовок разных эпох под боеприпасы (7,62×54 мм R); (7,62×51 мм), (7,62×63 мм), более известный как 30-06, также (7,92×57 мм). 
С 2014 года используются в основном следующие образцы:
  - СВДС (7,62×54 мм R).
  - Образцы под .308 и .30-06, преимущественно производные от образцов типа Гаранд и M14, а также образцов фирмы Heckler&Koch.
  - Полувтоматические винтовки HK417 под (7,62×51 мм) и их спортивно-охотничьи варианты под .270 и .243.
  - Множество вариантов марксманских винтовок под боеприпасы .223 (5.56×45), производных от AR-15 либо М16.
- Румыния: PSL (7,62×54 мм R) — винтовка на базе РПК, внешне схож с СВД, хотя винтовки имеют между собой мало общего.
- Сербия: Застава М91 (7,62×54 мм R) — винтовка на основе Автомата Калашникова.

- США:
  - FN SCAR SSR Mk.20 Mod.0 — самозарядная снайперская винтовка, в 2010 году принятая на вооружение сил Командования Специальных Операций США (US SOCOM).
  - Марксманские винтовки на базе M14:
    - Mk 14 Enhanced Battle Rifle (7,62×51 мм) — используются армией и SEAL;
    - M14SE Crazy Horse (7,62×51 мм) — используется в 101-й воздушно-десантной дивизии и 2-й пехотной дивизии армии США;[12]
    - M39 Enhanced Marksman Rifle (7,62×51 мм) — используется Корпусом Морской Пехоты США, заменив собой United States Marine Corps Designated Marksman Rifle[13]. С 2012 года заменяется на M110 SASS;[14]

  - Марксманские винтовки на базе M16 и AR-10:
    - SDM-R (5,56×45 мм) — используется армией в ограниченном количестве;
    - SAM-R (5,56×45 мм) — используется морской пехотой, заменив собой Mk 12 Special Purpose Rifle;
    - Mk 12 Special Purpose Rifle (5,56×45 мм) — используется SEAL и рейнджерами;
    - HK416A5 с длиной ствола 505 мм;
    - SR-25 (7,62×51 мм) — используется морской пехотой, SEAL и армией;
    - Colt Model 655 and 656 — предшественник марксманских винтовок на основе М16;
    - M110 SASS (7,62×51 мм) — используется армией и КМП.
    - R11 RSASS (7,62×51 мм)
- Финляндия: Valmet M-78/83S (7,62×51 мм) — марксманская винтовка на основе Valmet M-78
- Филиппины: Marine Scout Sniper Rifle — марксманская винтовка производная от М16.
- Франция: FAMAS G2 Sniper (5,56×45 мм).
- Чили: FD-200 (7,62×51 мм) — представляет собой вариант SIG 542.
- Югославия: Застава М76 (7,92×57 мм) — винтовка на базе автомата Калашникова.
- Япония: Type 64 (7,62×51 мм).